# Ситино, Роберт
Роберт М. Сити́но (род. 19 июля 1958; Кливленд, США) — американский военный историк. Научный сотрудник Национального музея Второй мировой войны. Является признанным экспертом в области военной истории Германии и германского влияния на современную военную доктрину.
Получил признание Американской исторической ассоциации и Общества военной истории за работы по истории вермахта. Журнал Historically Speaking назвал Ситино одним из наиболее авторитетных военных историков современности.

## Ранние годы и образование
Родился и вырос в Кливленде, штат Огайо. Его отец был ветераном войны на Тихом Океане, участником битвы за Гуадалканал. 
Окончив с отличием факультет искусствоведения в Университета штата Огайо в 1978 году, получил степень магистра искусств, а затем степень доктора философии в университета шт. Индиана в 1980 и 1984, соответственно. Владеет немецким языком, что позволило ему работать с немецкой военной литературой в подлиннике.

## Карьера
Занимал академические должности в Университете Северного Техаса, Лейк-Эри-колледже, Университете Восточного Мичигана, Военной академии США в Вест-Пойнте и Военном колледже армии США . 
Является сотрудником Центра военной истории Барсанти, действительным членом Общества военной истории и консультантом  Белого дома.  Выступал в качестве эксперта на History Channel.  В 2013-14 учебном году был приглашенным профессором в United States Army War College.
В настоящее время возглавляет историко-консультативный подкомитет министерства Армии США. 

## История вермахта
На протяжении своей научной карьеры Ситино уделял большое внимание истории вермахта.  На основании своих исследований он подготовил и читал учебный курс по данному предмету, а также новым разделам военной истории США — Корейской войне, войне во Вьетнаме и Холодной войне.
В 2013 году книга Ситино The Wehrmacht Retreats: Fighting a Lost War, 1943 удостоилась премии «За выдающуюся книгу» американского «Общества военных историков». В 2004 году такую же премию получила его книга Blitzkrieg to Desert Storm..

### Комментарии
1. ↑  Ситино настаивает на том, что распространенный термин блицкриг является неточным. Он считает, что этот вид тактики следует называть немецким же термином беве́гунскри́г (нем. Bewegungskrieg — манёвренная война)

### Сноски
1. ↑  Robert M. Citino. New York Journal of Books. Дата обращения: 3 апреля 2012. Архивировано 1 ноября 2012 года.
2. 1 2 3 4  Yerxa, 2011.
3. 1 2  National WWII Museum Архивная копия от 22 августа 2020 на Wayback Machine Robert M. Citino, PhD, joins Museum as Samuel Zemurray Stone Senior Historian
4. ↑  Military History Center - Department of History. military.hist.unt.edu. Дата обращения: 27 августа 2020. Архивировано 15 августа 2016 года.
5. ↑  National WWII Museum Архивная копия от 26 февраля 2021 на Wayback Machine Staff profile on Robert M. Citino
6. ↑  Citno, Robert (faculty profile). UNT. Дата обращения: 3 апреля 2012. Архивировано из оригинала 8 декабря 2015 года.
7. ↑  Citino offers expertise on military history, The Jackson Sun, October 29, 2015
8. ↑  Book Awards - The Society for Military History. The Society for Military History. Дата обращения: 27 августа 2020. Архивировано 1 мая 2019 года.

### Видео
- Упоминания в телепередачах кабельной сети C-SPAN
- "Death of the Wehrmacht: The German Campaigns of 1942" на YouTube, via the official channel of the U.S. Army Heritage and Education Center
- "Kursk, The Epic Armored Engagement" на YouTube, via the official channel of The National WWII Museum; session by Citino and the historian Jonathan Parshall at the 2013 International Conference on World War II
- "Fighting a Lost War: The German Army in 1943" на YouTube, via the official channel of the U.S. Army Heritage and Education Center
- "Why Did the German Army Fight to the End?" на YouTube, via the official channel of the Center for Strategic and International Studies